# Bommes
 Bommes  (en occitano Bòmas) es una población y comuna francesa, situada en la región de Aquitania, departamento de Gironda, en el distrito de Langon y cantón de Langon.

## Demografía
| 478 | 448 | 365 | 398 | 446 | 439 |
| Para los censos de 1962 a 1999 la población legal corresponde a la población sin duplicidades (Fuente: INSEE [Consultar]) |     |     |     |     |     |